# Breuk van Rauw
De breuk van Rauw is een afschuivingsbreuk in de Belgische provincies Antwerpen en Limburg. In Nederland, in Noord-Brabant, staat dezelfde breuk bekend als de Gilze-Rijen breuk. De breuk houdt verband met het Roerdalslenk-systeem en is genoemd naar de plaats Rauw, een gehucht van de gemeente Mol.

## Vorming en activiteit
De breuk van Rauw werd gevormd tijdens het Oligoceen gedurende de Alpiene orogenese, waarschijnlijk door reactivatie van een veel oudere, dieper in de ondergrond liggende breuk. De breuk was het actiefst kort na z'n vorming. In het Laat-Oligoceen (± 25 Ma) is de breuksprong (verticale verplaatsing) zo'n 80m, op het eind van het Plioceen (± 3 Ma) is diezelfde sprong nog zo'n 15m. Tijdens het Cromeriaan (± 750 ka) was de breuk van Rauw zeker nog actief, wat kan afgeleid worden uit de aanwezigheid van het Lid van Lommel ten oosten van de breuk. Minstens de laatste 20.000 jaar vertoont de breuk geen activiteit meer, zoals bleek bij het uitgraven van een sleuf in 2014.

## Geologie

De breuk van Rauw bevindt zich aan de westzijde van het Kempen Blok.

De breuk van Rauw verloopt in een NNW-ZZO richting, ongeveer van Hasselt naar Tilburg, en vormt de meest westelijke uitgesproken indicatie van de invloed van de Roerdalslenk. Na de Feldbissbreuk is de breuk van Rauw de belangrijkste verstoring op de overgang van de tectonisch actieve Roerdalslenk naar de meer stabiele gebieden in het westen van Vlaanderen en zuidwest-Nederland (Massief van Brabant en het westelijk Bekken van de Kempen).
De breuk van Rauw speelde een belangrijke rol bij de vorming van het Plateau van de Kempen. De gestage inzakking ten oosten van de breuk van Rauw verhinderde dat de afzettingen van Maas en Rijn meer westwaarts konden uitbreiden. Vervolgens trad door de contrasterende sedimenteigenschappen reliëfinversie op, waardoor de grovere sedimenten ten oosten van de breuk van Rauw bleven uitsteken en het Plateau van de Kempen ontstond.